# تشاك لور
تشاك لور (بالإنجليزية: Chuck Lorre) (و. 1952  م) هو درامي ‏، ومنتج تلفزيوني، وملحن، ومخرج تلفزيوني، ومدير وحدة إنتاج ‏، وكاتب سيناريو، ومنتج أفلام، ومخرج أفلام أمريكي، بدأ مشواره المهني سنة 1984.

## التعليم
تعلم في الجامعة الحكومية في نيويورك.

## جوائز
حصل على جوائز منها:

جائزة ديفيد أنغيل الإنسانية ‏

## وصلات خارجية
- تشاك لور على موقع IMDb (الإنجليزية)
- تشاك لور على موقع ألو سيني (الفرنسية)
- تشاك لور على موقع ميوزك برينز (الإنجليزية)
- تشاك لور على موقع تيرنر كلاسيك موفيز (الإنجليزية)
- تشاك لور على موقع أول موفي (الإنجليزية)
- تشاك لور على موقع ديسكوغز (الإنجليزية)
- تشاك لور على موقع قاعدة بيانات الفيلم (الإنجليزية)
- تشاك لور على موقع كينوبويسك (الروسية)